# Timothy Stack
Timothy Stack est un acteur américain, né le 21 novembre 1956  à Doylestown, en Pennsylvanie.

## Biographie
Après de nombreux rôles mineurs dans des films et séries télévisées, Stack se fait connaître en interprétant le père du héros de la série télévisée Parker Lewis ne perd jamais au début des années 1990. Puis il anime une parodie de talk-show, Night Stand with Dick Dietrick. Il prête également sa voix au personnage de Lampy dans la série de films d'animation Le Petit Grille-pain courageux.
Mais il est surtout connu pour Son of the Beach, série diffusée sur FX Network entre 2000 et 2002, parodiant Alerte à Malibu et pour laquelle il est à la fois l'un des acteurs principaux, le scénariste de la plupart des épisodes et le coproducteur avec Howard Stern.
Il a joué le rôle du patron de Cindy dans Scary Movie 3.
Il apparaît aussi dans la série Earl où il joue une parodie de lui-même. Son personnage porte en effet son nom, Tim Stack, et est présenté comme une "vedette locale" alcoolique. Il porte d'ailleurs la même tenue que son personnage de Son of the Beach.

## Filmographie
- 1994 : Clifford de Paul Flaherty